# Ponderinella carlosi
Ponderinella carlosi is een slakkensoort uit de familie van de Tornidae. De wetenschappelijke naam van de soort is voor het eerst geldig gepubliceerd in 2002 door Rolán & Rubio.